# بحيرة 17 نيسان
سد 17 نيسان تقع على نهر عفرين في محافظة حلب بسوريا، وله بحيرة اصطناعية أقيمت بعد إنشاء سد 17 نيسان سميت ببحيرة ميدانكي نسبة لقرية ميدانكي المطلة على البحيرة، وسميت السد بهذا الاسم تخليدا لتاريخ جلاء الانتداب الفرنسي عن سوريا. تبلغ مساحتها حوالي 14 كم2.
للبحيرة وسدها أهمية كبيرة في توليد الكهرباء وتوفير مياه الري ولتربية الأسماك. كان في مكان البحيرة شلالات تسمى بشلالات الميدانكي ولكن البحيرة غمرتها كليا. يبلغ طول حوض البحيرة حوالي 1400 متر وعرضه عند القاعدة 500 مترا وارتفاعه 80 مترا. تستخدم مياه البحيرة لري الأراضي في سهل عفرين المجاور.

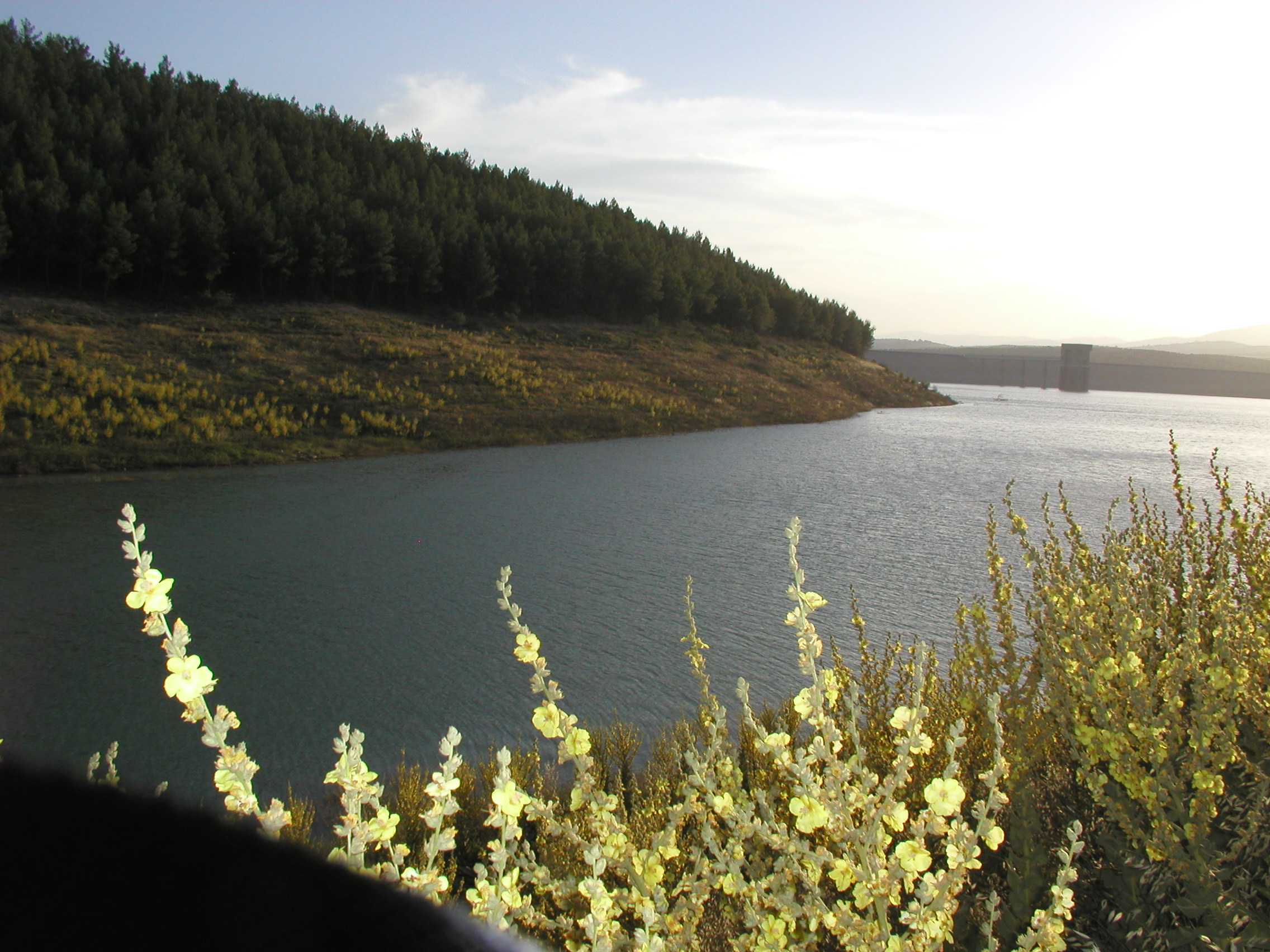
بحيرة 17 نيسان على نهر عفرين في محافظة حلب